# Jordan Harper
Pour les articles homonymes, voir Harper.
Œuvres principales
- La Place du mort
- L'Amour et autres blessures

Jordan Harper, né à Springfield (Missouri), est un romancier, nouvelliste, scénariste et producteur de télévision américain, auteur de récits policiers et de plusieurs scénarios de la série télévisée américaine Mentalist.

## Biographie
Jordan Harper naît et grandit au Missouri dans une famille dont le grand-père était un gardien de prison et l'un de ses oncles un policier assassiné lors du Young Brothers massacre (en). Après ses études, il travaille comme publicitaire et critique de rock et de cinéma. 
Scénariste pour la télévision, il écrit quatorze épisodes de la série télévisée américaine Mentalist. 
Après avoir publié deux recueils de nouvelles, il fait paraître en 2017, son premier roman, She Rides Shotgun, grâce auquel il est lauréat du prix Edgar-Allan-Poe 2018 du meilleur premier roman.
Il reconnaît l'influence des romanciers James Ellroy et Cormac McCarthy, ainsi que de films des frères Coen, de Quentin Tarantino ou de Martin Scorsese, sur son écriture.
Il vit à Los Angeles.

## Œuvre

### Romans
- La Place du mort, Actes Sud, coll. « Actes noirs », 2019 ((en) She Rides Shotgun, 2017), trad. Clément Baude, 272 p.  (ISBN 978-2-330-11902-7)Également paru sous le titre A Lesson in Violence
- Le Dernier Roi de Californie, Actes Sud, coll. « Actes noirs », 2024 ((en) The Last King of California, 2022), trad. Laure Manceau, 320 p.  (ISBN 978-2-330-19029-3)
- (en) Everybody Knows, 2023

### Recueils de nouvelles
- (en) American Death Songs, 2013
- L'Amour et autres blessures, Actes Sud, coll. « Actes noirs », 2017 ((en) Love and Other Wounds, 2015), trad. Clément Baude, 192 p.  (ISBN 978-2-330-07550-7)

### Scénarios
- 14 épisodes de la série télévisée américaine Mentalist (2010-2015)
- 4 épisodes de la série télévisée américaine Gotham (2015-2016)
- L.A. Confidential, téléfilm américain réalisé par Michael Dinner, d'après les personnages de James Ellroy

## Prix et distinctions

### Prix
- Prix Edgar-Allan-Poe 2018 du meilleur premier roman pour She Rides Shotgun[2]
- Ian Fleming Steel Dagger 2024 pour Everybody Knows[3]

### Nominations
- Prix Barry 2018 du meilleur premier roman pour She Rides Shotgun[4]
- Prix Anthony 2018 du meilleur premier roman pour She Rides Shotgun[5]
- Prix Macavity 2018 du meilleur premier roman pour She Rides Shotgun[6]
- Prix Lefty 2024 du meilleur roman pour Everybody Knows[7]
- Prix Barry 2024 du meilleur roman pour 	Everybody Knows[4]
- Prix Anthony 2024 du meilleur roman pour Everybody Knows[5]